# Trgovanje z emisijami
Trgovanje z emisijami je tržni pristop, z namenom uveljavitve nadzora nad onesnaževanjem okolja in zagotavljanjem ekonomske spodbude za doseganje zmanjšanja emisij onesnaževanja.
Centralni organ (običajno vladno telo) določa mejo ali zgornjo mejo dovoljenih emisij, katere količine so še dovoljene pri izpustu v ozračje. Pravice ali dovoljenja do emisij v ozračje so dodeljene ali prodane v obliki dovolilnic, ki predstavljajo količino dovoljenega izpusta in vrste izpusta v ozračje. Podjetja morajo imeti količino dovoljenj primerljivo  z dejanskimi emisijami. Skupno število dovoljenj ne sme presegati količino celotnih dovoljenih emisij. Podjetja, katera potrebujejo večje kvote izpusta morajo kupiti dovoljenja od podjetij, katera ne potrebujejo kvot , kot jih imajo dovoljenih. 
Prenos dovoljenj se imenuje trgovanje. S tem kupec dovoljenj plačuje dodatne pravice do povečanja emisij in je kaznovan, medtem ko je prodajalec dovoljenj nagrajen zaradi doseženih znižanj emisij. V teoriji naj bi to pomenilo, da podjetja, katera znižujejo emisije, lahko proizvajajo ceneje, posredno pa to pomeni tudi povečanje konkurenčnosti družbe.
Obstaja več programov aktivnega trgovanja s pomembnejšimi onesnaževalci zraka. Za preprečevanje izpusta toplogrednih plinov je najaktivnejša EU s svojim sistemom trgovanja emisij z namenom preprečevanja nevarnih klimatskih sprememb. Tako je v ZDA več regionalnih sistemov za trgovanje s škodljivim emisijami, kot je program za zmanjšanje kislega dežja in emisij dušikovih oksidov. 

## Opredelitev
Ekonomija omogoča naslednje opredelitve sistemov trgovanja z emisijami.
Cap-and-trade (politika trgovanja) omejuje skupne emisije urejenih nadzorovanih virov z vzpostavitvijo omejenega števila pravic do trgovanja z emisijami, ki morajo biti  zaščitena proti odpovedi v enakem številu glede na njihove emisije. 
V trgovanju z emisijami ali cap-and-trade, je omejitev dostopa do virov (SKP) skupna kmetijska politika, določena in nato razdeljena med uporabnike v obliki dovoljenj. Skladnost je določena na podlagi primerjave dejanskih emisij s predajo dovoljenj, vključno z vsemi dovoljenji s katerimi se trguje v okviru skupne kmetijske politike.
V sistemu trgovanja z dovoljenji, je dovoljena splošna raven onesnaženosti ustanovljena in razdeljena med podjetja v obliki dovoljenj. Podjetja, ki obdržijo svoje vrednosti emisij, dodeljenih glede na njihovo raven, lahko prodajajo svoje presežke dovoljenj drugim podjetjem ali pa jih uporabijo za nadomestilo presežne emisije v drugih objektih.

## Tržna zasnovanost
Ekonomisti so pozvali rabo tržno zasnovanih instrumentov, kot so trgovanje z emisijami za reševanje okoljskih problemov, namesto predpisane uredbe "vodenja in nadzora" Vodenje in nadzor sta postala tarča kritik, ker sta pretirano toga, neobčutljiva za geografske in tehnološke razlike, in za to neučinkovita.  . Vendar pa zahteva trgovanje z emisijami za učinkovito zmanjšanje emisij, regulativni mehanizem. Če ne pride do sporazuma med vlado in posameznimi podjetji lahko pride do kazni, ki samo povečajo stroške proizvodnje. Podjetja izberejo najcenejši način uskladitve z uredbo o onesnaževanju, ki jim hkrati omogoča zmanjšanje emisij.

## Emisijski trgi
Za namene trgovanje, se olajšava ali potrjeno zmanjšanje emisije (CER), šteje za enakovredno eni tona emisij CO2. 
Ta nadomestila se lahko mesečno dodeli zasebno ali na mednarodnem trgu po tržni ceni. Vsak mednarodni prenos potrdi UNFCCC. 
Vsak prenos lastništva v okviru Evropske unije še dodatno potrdi Evropska komisija.
Podnebne izmenjave  so bile določene za zagotovitev nadomestil na trgu, kot tudi terminske posle in možnosti na trgu, 
da bi odkrili tržno ceno in ohraniti likvidnost. Cene ogljika običajno kotirajo v evrih na tono ogljikovega dioksida ali 
enakovrednega (CO2). Ostale emisije toplogrednih plinov se lahko ravno tako trguje, ampak se obravnavajo kot standardni 
mnogokratnik ogljikovega dioksida glede na njihove globalne potenciale segrevanja.

## Javno mnenje
V Združenih državah Amerike, večina anket kaže veliko podporo za trgovanje z emisijami. Te večinske podpore je mogoče videti v anketi, ki jih predstavlja Washington News Post / ABC, Zogby International  in Yale University. 
To je napačno prepričanje, da je trgovanje z emisijami nepriljubljeno v Združenih državah Amerike zaradiprejšnjih anket iz Zogby International in Rasmussen, ki vključuje zavajajoče podatke "novih davkov" (davki niso vključeni v trgovanje z emisijami) ali visoke ocene stroškov energije. 

## Primerjava "cap-and-trade" z drugimi metodami zmanjševanja emisij
"Cap-and-trade" (trgovanje s pokrovom),je nastal z izhodiščem kreditnih pristopov, in davkov na ogljik.Vsi tržni pristopi, ki postavljajo ceno ogljika in drugih toplogrednih plinov ter zagotovljajo ekonomsko spodbudo za zmanjšanje emisij, začetih z najnižjimi stroškovnimi priložnostmi.
Priročnik programa za trgovanje z emisijami, se lahko imenuje "cap-and-trade", v katerem je skupna omejitev vsem virom to, da trgovina določi, kateri viri dejansko oddajajo največje skupne količine odpadnih snovi.
Alternativni pristop pa je z določanjem meje količine izpustov na vir ("baseline") in če jo vir ne doseže je upravičen do kuponov ("credits", imenovani tudi "offsets"), s katerimi lahko trgujejo z drugimi podjetji katere imajo regulativno mejo. 